# Llista de topònims de Cornellà de Conflent
Llista de topònims (noms propis de lloc) de Cornellà de Conflent (Conflent).
Informació actualitzada per un bot. Els canvis manuals es perdran quan s'actualitzi!

## altar
| imatge | Nom                                               | Ubicat a             | instància de | Detalls | coordenades                         | Protecció                   | Commons (més fotos) | Dades a WD                    |
| ------ | ------------------------------------------------- | -------------------- | ------------ | ------- | ----------------------------------- | --------------------------- | ------------------- | ----------------------------- |
|        | altar a Santa Maria de Cornellà de Conflent       | Cornellà de Conflent | altar        |         | Santa Maria de Cornellà de Conflent | monument històric catalogat |                     | Modifica les dades a Wikidata |
|        | cinc altars a Santa Maria de Cornellà de Conflent | Cornellà de Conflent | altar        |         | Santa Maria de Cornellà de Conflent | monument històric catalogat |                     | Modifica les dades a Wikidata |

## curs d'aigua
| imatge | Nom               | Ubicat a                                 | instància de | Detalls                      | coordenades | Protecció | Commons (més fotos) | Dades a WD                    |
| ------ | ----------------- | ---------------------------------------- | ------------ | ---------------------------- | --- | --------- | ------------------- | ----------------------------- |
|        | Ribera de Fillols | Cornellà de Conflent Fillols             | curs d'aigua | Desemboca: Cadí Llarg: 8.8km | 42° 32′ 46″ N, 2° 26′ 39″ E / 42.54600833333333°N,2.4440444444444447°E 42° 34′ 18″ N, 2° 22′ 31″ E / 42.57158055555555°N,2.375175°E |           |                     | Modifica les dades a Wikidata |
|        | el Merder         | Cornellà de Conflent Rià i Cirac Codalet | curs d'aigua | Desemboca: Tet Llarg: 5.7km  | 42° 35′ 09″ N, 2° 23′ 52″ E / 42.585714°N,2.397794°E 42° 36′ 33″ N, 2° 24′ 21″ E / 42.609092°N,2.405836°E                           |           |                     | Modifica les dades a Wikidata |

## dolmen
| imatge | Nom                          | Ubicat a                   | instància de | Detalls | coordenades                                                                  | Protecció | Commons (més fotos)  | Dades a WD                    |
| ------ | ---------------------------- | -------------------------- | ------------ | ------- | ---------------------------------------------------------------------------- | --------- | -------------------- | ----------------------------- |
|        | Dolmen del Serrat d'en Perot | Cornellà de Conflent       | dolmen       |         | 42° 34′ 52″ N, 2° 23′ 14″ E / 42.581055555556°N,2.3872777777778°E 789 msnm   |           |                      | Modifica les dades a Wikidata |
|        | dolmen de Cobartorat         | Cornellà de Conflent Fullà | dolmen       |         | 42° 34′ 04″ N, 2° 22′ 00″ E / 42.567694444444°N,2.3666388888889°E 626.2 msnm |           | Dolmen de Coberturat | Modifica les dades a Wikidata |

## església
| imatge | Nom                                           | Ubicat a             | instància de          | Detalls                                                             | coordenades                                                         | Protecció                   | Commons (més fotos)                          | Dades a WD                    |
| ------ | --------------------------------------------- | -------------------- | --------------------- | ------------------------------------------------------------------- | ------------------------------------------------------------------- | --------------------------- | -------------------------------------------- | ----------------------------- |
|        | Sant Climent de la Serra                      | Cornellà de Conflent | església Ús: església | Estil: art preromànic arquitectura romànica Anomenat per: Climent I | 42° 33′ 40″ N, 2° 22′ 07″ E / 42.5611°N,2.36863°E 675.7 msnm        |                             | Église Saint-Clément de la Serra             | Modifica les dades a Wikidata |
|        | Sant Jaume de Caramola                        | Cornellà de Conflent | església              |                                                                     | 42° 33′ 53″ N, 2° 22′ 48″ E / 42.56481667°N,2.38008333°E 561.4 msnm |                             |                                              | Modifica les dades a Wikidata |
|        | Santa Maria de Cornellà de Conflent           | Cornellà de Conflent | església Ús: església | Estil: arquitectura romànica Dedicat a: Verge Maria                 | 42° 33′ 59″ N, 2° 22′ 59″ E / 42.56638889°N,2.38305556°E 556.2 msnm | monument històric catalogat | Église Sainte-Marie de Corneilla-de-Conflent | Modifica les dades a Wikidata |
|        | Santa Maria del Palau de Cornellà de Conflent | Cornellà de Conflent | església              |                                                                     | 42° 34′ 01″ N, 2° 22′ 55″ E / 42.566917°N,2.381824°E 556.2 msnm     |                             |                                              | Modifica les dades a Wikidata |

## riu
| imatge | Nom         | Ubicat a                    | instància de | Detalls                                                   | coordenades | Protecció | Commons (més fotos) | Dades a WD                    |
| ------ | ----------- | --------------------------- | ------------ | --------------------------------------------------------- | --- | --------- | ------------------- | ----------------------------- |
|        | Sant Vicenç | Vernet Cornellà de Conflent | riu          | Desemboca: Cadí Llarg: 9.8km                              | 42° 31′ 33″ N, 2° 26′ 10″ E / 42.52569722222222°N,2.436166666666667°E 42° 34′ 15″ N, 2° 22′ 26″ E / 42.57094166666667°N,2.373866666666667°E |           | Sant Vicenç (riu)   | Modifica les dades a Wikidata |
|        | Tet         | Pirineus Orientals          | riu          | Desemboca: mar Mediterrània Llarg: 115.8km Conca: 1369km² | 42° 42′ 48″ N, 3° 02′ 23″ E / 42.713333333333°N,3.0397222222222°E                                                                           |           | Têt                 | Modifica les dades a Wikidata |

## Misc
| imatge | Nom                                                     | Ubicat a                   | instància de                          | Detalls                 | coordenades | Protecció                     | Commons (més fotos)                     | Dades a WD                    |
| ------ | ------------------------------------------------------- | -------------------------- | ------------------------------------- | ----------------------- | --- | ----------------------------- | --------------------------------------- | ----------------------------- |
|        | Castell de Cornellà de Conflent                         | Cornellà de Conflent       | castell                               |                         | 42° 34′ 00″ N, 2° 22′ 52″ E / 42.5668°N,2.3812°E                                                                      | monument històric inventariat | Château des comtes de Conflent-Cerdagne | Modifica les dades a Wikidata |
|        | Coll de la Serra                                        | Cornellà de Conflent Fullà | port de muntanya                      |                         | 42° 34′ 04″ N, 2° 22′ 00″ E / 42.567806°N,2.366558°E 626.4 msnm                                                       |                               |                                         | Modifica les dades a Wikidata |
|        | cadirat del cor de Santa Maria de Cornellà de Conflent  | Cornellà de Conflent       | cadirat de cor                        |                         | Santa Maria de Cornellà de Conflent                                                                                   | monument històric catalogat   |                                         | Modifica les dades a Wikidata |
|        | casa de la vila de Cornellà de Conflent                 | Cornellà de Conflent       | instal·lació Ús: seu del govern local |                         | 42° 33′ 59″ N, 2° 23′ 00″ E / 42.5663047049955°N,2.38319937029714°E fr:36 CARRER D'AMUNT, 66820 CORNEILLA-DE-CONFLENT |                               |                                         | Modifica les dades a Wikidata |
|        | cova de Fullà-Canaletes                                 | Cornellà de Conflent       | cova turística                        |                         | 42° 34′ 59″ N, 2° 22′ 12″ E / 42.583188888889°N,2.3700472222222°E                                                     |                               | Grottes des Canalettes                  | Modifica les dades a Wikidata |
|        | porta i pintures de Santa Maria de Cornellà de Conflent | Cornellà de Conflent       | grup                                  |                         | Santa Maria de Cornellà de Conflent                                                                                   | monument històric catalogat   |                                         | Modifica les dades a Wikidata |
|        | retaule de Cornellà de Conflent                         | Cornellà de Conflent       | retaule                               | Creador: Jaume Cascalls | Santa Maria de Cornellà de Conflent                                                                                   | monument històric catalogat   |                                         | Modifica les dades a Wikidata |